# Nuoto ai Giochi della XXIII Olimpiade - 200 metri misti femminili
La gara di nuoto dei 200 metri misti femminili dei Giochi della XXIII Olimpiade di Los Angeles fu disputata il 3 agosto 1984 presso il McDonald's Olympic Swim Stadium.
L'evento fu reintrodotto nel programma olimpico dopo dodici anni di assenza.
Hanno partecipato alle batterie di qualificazione 30 atlete: le prime 8 si sono qualificate per la finale A, mentre le successive 8 invece si sono qualificate per la finale B.

## Record
Prima di questa competizione, il record del mondo (WR) e il record olimpico (OR) erano i seguenti.
|  | 2'11"73 | Ute Geweniger Germania Est | 4 luglio 1981 Magdeburgo, Germania         |
|  | 2'23"07 | Shane Gould Australia      | 28 agosto 1972 Monaco di Baviera, Germania |

Durante l'evento sono stati migliorati i seguenti record:
| Data     | Evento   | Atleta         | Nazione     | Tempo   | Record |
| -------- | -------- | -------------- | ----------- | ------- | ------ |
| 3 agosto | Batteria | Tracy Caulkins | Stati Uniti | 2'14"47 |        |
| 3 agosto | Finale A | Tracy Caulkins | Stati Uniti | 2'12"64 |        |

## Risultati

### Batterie di qualificazione
| Pos | Batteria | Corsia | Atleta                    | Nazione        | Tempo   | Note  |
| --- | -------- | ------ | ------------------------- | -------------- | ------- | ----- |
| 1   | 4        | 4      | Tracy Caulkins            | Stati Uniti    | 2'14"47 | QA,   |
| 2   | 3        | 4      | Nancy Hogshead            | Stati Uniti    | 2'16"29 | QA    |
| 3   | 3        | 5      | Michelle Pearson          | Australia      | 2'17"46 | QA    |
| 4   | 1        | 5      | Christiane Pielke         | Germania Ovest | 2'19"17 | QA,   |
| 5   | 4        | 3      | Kathrine Bomstad          | Norvegia       | 2'19"88 | QA,   |
| 6   | 4        | 5      | Petra Zindler             | Germania Ovest | 2'20"05 | QA    |
| 7   | 3        | 3      | Manuela Dalla Valle       | Italia         | 2'20"50 | QA    |
| 8   | 2        | 4      | Lisa Curry-Kenny          | Australia      | 2'20"57 | QA    |
| 9   | 1        | 4      | Michelle MacPherson       | Canada         | 2'20"68 | qB    |
| 10  | 2        | 5      | Alison Dozzo              | Canada         | 2'20"85 | qB    |
| 11  | 3        | 6      | Maarit Vähäsaari-Sihvonen | Finlandia      | 2'21"05 | qB    |
| 12  | 2        | 6      | Anette Philipsson         | Svezia         | 2'21"70 | qB    |
| 13  | 4        | 8      | Sabine Pauwels            | Belgio         | 2'22"86 | qB, r |
| 14  | 4        | 6      | Maria Kardum              | Svezia         | 2'22"87 | qB, r |
| 15  | 4        | 7      | Hideka Koshimizu          | Giappone       | 2'23"38 | qB    |
| 16  | 2        | 3      | Zara Long                 | Regno Unito    | 2'23"89 | qB    |
| 17  | 1        | 3      | Laurence Bensimon         | Francia        | 2'24"34 | qB    |
| 18  | 1        | 6      | Gaynor Stanley            | Regno Unito    | 2'24"94 | qB    |
| 19  | 1        | 2      | Gail Jonson               | Nuova Zelanda  | 2'25"00 |       |
| 20  | 2        | 2      | Brigitte Wanderer         | Austria        | 2'26"85 |       |
| 21  | 2        | 7      | Yan Hong                  | Cina           | 2'27"95 |       |
| 22  | 3        | 1      | Helen Chow                | Malaysia       | 2'29"25 |       |
| 23  | 1        | 7      | Faten Ghattas             | Tunisia        | 2'29"77 |       |
| 24  | 3        | 7      | Karin Brandes             | Perù           | 2'29"87 |       |
| 25  | 2        | 1      | Lotta Flink               | Hong Kong      | 2'31"70 |       |
| 26  | 1        | 1      | Sharon Pickering          | Figi           | 2'34"77 |       |
| 27  | 4        | 1      | Blanca Morales            | Guatemala      | 2'38"16 |       |
|     | 3        | 2      | Silvia Persi              | Italia         | dns     |       |
|     | 3        | 8      | Rosa María Silva          | Uruguay        | dns     |       |
|     | 4        | 2      | Beda Leirvaag             | Norvegia       | dns     |       |

### Finale B
| Pos | Corsia | Atleta                    | Nazione     | Tempo   | Note             |
| --- | ------ | ------------------------- | ----------- | ------- | ---------------- |
| 9   | 3      | Maarit Vähäsaari-Sihvonen | Finlandia   | 2'19"27 | Record nazionale |
| 10  | 4      | Michelle MacPherson       | Canada      | 2'19"34 |                  |
| 11  | 5      | Alison Dozzo              | Canada      | 2'19"70 |                  |
| 12  | 6      | Anette Philipsson         | Svezia      | 2'21"54 |                  |
| 13  | 8      | Gaynor Stanley            | Regno Unito | 2'21"71 |                  |
| 14  | 7      | Zara Long                 | Regno Unito | 2'22"25 |                  |
| 15  | 2      | Hideka Koshimizu          | Giappone    | 2'22"81 |                  |
| 16  | 1      | Laurence Bensimon         | Francia     | 2'27"13 |                  |

### Finale A
| Pos     | Corsia | Atleta              | Nazione        | Tempo   | Note |
| ------- | ------ | ------------------- | -------------- | ------- | ---- |
| Oro     | 4      | Mary T. Meagher     | Stati Uniti    | 2'12"64 |      |
| Argento | 5      | Nancy Hogshead      | Stati Uniti    | 2'15"17 |      |
| Bronzo  | 3      | Michelle Pearson    | Australia      | 2'15"92 |      |
| 4       | 8      | Lisa Curry-Kenny    | Australia      | 2'16"75 |      |
| 5       | 6      | Christiane Pielke   | Germania Ovest | 2'17"82 |      |
| 6       | 1      | Manuela Dalla Valle | Italia         | 2'19"69 |      |
| 7       | 7      | Petra Zindler       | Germania Ovest | 2'19"86 |      |
| 8       | 2      | Kathrine Bomstad    | Norvegia       | 2'20"48 |      |